# Demolidor
Demolidor (como é conhecido no Brasil e em Portugal; Daredevil no original em inglês) é um personagem fictício que aparece nas histórias em quadrinhos publicadas pela Marvel Comics. Um super-herói criado pelo escritor/editor Stan Lee e pelo artista Bill Everett com algumas contribuições de Jack Kirby. O Demolidor apareceu pela primeira vez em Daredevil #1 (abril de 1964). A alcunha do personagem é "Homem Sem Medo" (The Man Without Fear).
A história de origem do Demolidor acontece em Hell's Kitchen, um bairro de Nova Iorque, onde a criança Matthew "Matt" Murdock salva um idoso de um caminhão em andamento que continha uma carga radioativa. Como consequência do acidente, a carga começa a verter do caminhão, cegando Murdock. Apesar de Murdock nunca mais conseguir ver, a exposição à matéria radioativa melhorou todos os seus outros sentidos para além da capacidade humana e deu-lhe um tipo de sonar que atua como a sua visão. Originalmente desorientado, Murdock é treinado secretamente por um sensei, Stick, líder do clã ninja, Os Virtuosos, que lhe ensina artes marciais e a forma de controlar os seus novos sentidos melhorados. O pai de Murdock, Jack um pugilista, dá-lhe todo o apoio no seu crescimento, embora Jack seja morto pela máfia depois de recusar adulterar um combate em seu desfavor. Com um uniforme amarelo e vermelho escuro (mais tarde todo vermelho escuro), Matt procura vingança contra os assassinos do seu pai como o super-herói Demolidor, lutando contra vários inimigos, incluindo mais notavelmente Mercenário e o Rei do Crime (Wilson Fisk). Matt também acaba por se tornar advogado.
O Demolidor foi o primeiro dos "heróis de rua" da Marvel, apesar que o Homem-Aranha antecedeu o mesmo, dando entrada para vários outros gêneros da Marvel, como Luke Cage, Punho de Ferro, Justiceiro e Cavaleiro da Lua e de outras editoras.
Enquanto Daredevil tem sido a “casa” do trabalho de vários artistas quadrinhos, como Everett, Kirby, Wally Wood, John Romita Sr. e Gene Colan, a posse influente de Frank Miller sobre o título no início da década de 1980 cimentou o personagem como uma parte popular e influente do Universo Marvel. Desde então, o Demolidor já tem aparecido em várias mídias incluindo séries de animação, videogames e brinquedos, e num filme Daredevil (2003), em que é interpretado por Ben Affleck. O ator britânico Charlie Cox interpreta o homem sem medo em Marvel's Daredevil, uma série de televisão da Netflix que estreou em Abril de 2015. A revista Wizard colocou o Demolidor em #21 na sua lista dos "200 Melhores Personagens de Sempre da Banda Desenhada", e foi o terceiro mais votado pelos leitores do website Comic Book Resources para a lista dos "511 Melhores Personagens da Marvel". Em 2006, o IGN considerou a banda desenhada Daredevil como a terceira melhor da Marvel Comics e em 2011 colocou o personagem em #10 entre os "100 Melhores Heróis da Banda Desenhada".

## Publicação

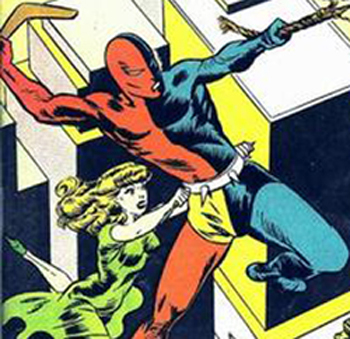
O Daredevil da Era de Ouro

O personagem estreou em Daredevil # 1 (abril de 1964), criado por Stan Lee e Bill Everett, Jack Kirby colaborou no character design, tendo adicionado o bastão do herói, Bill Everett não conseguiu cumprir o prazo da entrega da revista, que teve capa e splash page produzida por Kirby e que foi terminada por Sol Brodsky e Steve Ditko.
Wally Wood, conhecido por histórias produzidas para EC Comics na década de 1950, introduziu traje vermelho do Demolidor sétima edição.
Um herói com deficiência visual não era novidade, a DC Comics já tinha o Doutor Meia-Noite, o nome Daredevil havia sido usado antes em um personagem da Era de Ouro dos quadrinhos, que atualmente está em domínio público,
Nas primeiras histórias, o personagem tinha um tom menos sombrio, similar ao do Homem-Aranha, ainda na fase escrita por Stan Lee. As histórias chegaram ficar mais sérias, sendo logo depois abandonada e retomada anos depois por Jim Shooter e consagrada na fase de Frank Miller.
Na fase de Everett, Gene Colan e John Romita, o Demolidor passou mais de uma década um tanto relegado a papéis de importância secundária nos quadrinhos. Apesar da ousadia de um super-herói ser portador de deficiência visual, suas histórias aos poucos foram prejudicadas pelo fato de Murdock quase não ter uma vida social, resignado com sua situação. Stan Lee chegou a criar uma nova identidade secreta para o herói, a de Mike Murdock ou seu irmão gêmeo. Ao contrário de Matt, Mike era extrovertido e exibido, mas as histórias ficaram muito complicadas para os leitores e Matt acabou simulando a morte do "irmão" pouco depois.
Finalmente, no início dos anos 80, um jovem desenhista e escritor chamado Frank Miller deu nova vida às histórias do herói. Com histórias de estilo cinematográfico e bem-amarradas, fortemente ambientadas no submundo, na cidade de Nova York, Miller transformou o Demolidor de um personagem prestes a ter sua revista cancelada em uma referência dos quadrinhos. Foi o primeiro personagem dos quadrinhos de grande tiragem a ser transformado em um personagem voltado para um público mais adulto. Nessas histórias, Murdock e seu alter ego convivem com prostitutas, assassinos de aluguel, mafiosos, psicopatas, mendigos etc. Frank Miller mergulhou o Demolidor num universo realista e assustador. Mais tarde, ele viria a repetir essa fórmula em O Cavaleiro das Trevas, sua versão do Batman na DC Comics.
Miller criou, matou (pela ação do Mercenário) e ressuscitou Elektra em histórias que até hoje são lembradas com carinho pelos fãs.

### A Queda de Murdock
Dois anos depois de deixar o título, Miller voltou para mais uma vez virar de cabeça para baixo o mundo de Murdock, com a saga "A Queda de Murdock". Nessa série, uma ex-namorada viciada em drogas (Karen Page) vende a identidade do Demolidor a um traficante, que a revende ao Rei do Crime. A partir daí, a vida de Murdock é destruída, ele mergulha de cabeça no submundo da Hell's Kitchen e precisa reencontrar suas próprias forças para se reerguer. Recebe ajuda de uma freira que o roteiro sugere ser sua mãe. Na parte final, ele acaba enfrentando um psicopata que sugere-se ser um tipo de refugo do projeto do Super-Soldado, que criou o Capitão América. Desta forma, acaba-se por revelar-se que o Capitão talvez não fosse o único sobrevivente daquele projeto. Desenhada por David Mazzuchelli, e roteirizada por Miller, esta saga é geralmente considerada pela imprensa especializada e leitores um clássico do gênero.

### Marvel Knights
Com a saída de Miller, o Demolidor passou pelas mãos de vários autores, mas nenhum deles foi capaz de realizar um trabalho que chamasse tanta atenção, até que seu título foi cancelado na edição 380, e relançado, com um novo número 1, pelo selo Marvel Knights, voltando a obter sucesso. Joe Quesada foi responsável pela criação desse selo da Marvel Comics, onde os personagens teriam histórias com uma abordagem diferenciada, mais adulta. Ainda que o Motoqueiro Fantasma e o Justiceiro tenham recebido lançamentos sob esse selo na época, nenhum chamou tanta atenção quanto o trabalho de Kevin Smith no título Daredevil.
Num arco de 8 partes chamado "Diabo da Guarda" (Guardian Devil) desenhado por Joe Quesada, Smith abordou a mitologia do Homem Sem Medo, focando especialmente na sua religiosidade. Foi nessa história que Karen Page veio a falecer, novamente pelas mãos do Mercenário.
Essa história fez com que a mídia desse atenção ao personagem novamente, e muitas comparações com a obra de Frank Miller foram feitas.
Brian Michael Bendis assumiu o título do personagem, numa trama que, logo de cara, fez com que a identidade secreta do herói fosse revelada a todos por um tabloide. Mesmo negando veemente tal fato, a vida de Matt nunca mais voltaria a ser o que era.

## Origem e conceitos
Matthew "Matt" Michael Murdock era um excelente aluno e atleta, esta segunda condição o fazia ser obrigado a esconder do pai que exigia que o filho se dedicasse em tempo integral aos estudos. Ficou cego ainda na adolescência devido a um acidente com um caminhão que carregava lixo tóxico. Em compensação, descobriu que seus outros sentidos haviam sido ampliados várias vezes, ficando tão aguçados que ele é capaz de ler um livro passando os dedos sobre as letras, sem ser em braile (tato), identificar pessoas pelo odor (olfato), consegue dizer exatamente quantos grãos de açúcar existem em uma rosquinha (paladar) e a sua audição, que foi o sentido mais aprimorado no acidente, lhe permite ouvir o zumbido de um mosquito a quilômetros de distância, além de ter se tornado uma espécie de radar. Assumiu o uniforme e o codinome de Demolidor para vingar seu pai, Jonathan "Jack" Murdock, apelidado de "O Batalhador", que fora um boxeador em decadência e morto ao recusar-se a "entregar" uma luta. Adulto, Matt tem vida dupla: durante o dia, é um simples advogado e, à noite, vigia as ruas de Hell's Kitchen, bairro da Cidade de Nova York. É avesso a participar de grupos de heróis, mas presta assessoria jurídica a muitos deles (como o Quarteto Fantástico). Tornou-se amigo do Homem-Aranha e foi um dos poucos a conhecer sua identidade (também acabou por revelar a sua a Peter Parker). Recusou convites para participar dos Vingadores, assim como o Homem-Aranha.

## Biografia ficcional do personagem

### Passado
A vida do Demolidor é uma mistura de alegria e tragédia. A história de Matt Murdock começa com seu pai. Jack Murdock criou seu filho sozinho, querendo que Matt fosse bem mais sucedido profissionalmente. Ele sempre incentivava Matt a estudar ao invés de praticar esportes com outras crianças. As crianças do bairro Hell's Kitchen apelidaram o "covarde" Matt de Demolidor. Matt foi descarregando suas frustrações secretamente na academia de seu pai.
Um dia, um idoso cego atravessava a rua, e se não fosse por Matt, teria sido atropelado por um caminhão. O caminhão bate e um tubo radioativo acaba se quebrando e cai no rosto de Matt, cegando-o por toda a sua vida. Enquanto se recuperava no hospital, Matt descobriu que seus quatro sentidos foram ampliados a níveis sobre-humanos. Ele também desenvolveu uma espécie de radar sensorial, que é similar a ecolocalização
Anos depois, Matt foi treinado por Stick, um mestre em artes marciais e artes ninja, cego, que lhe ensinou a controlar suas habilidades. Foi o mesmo mestre que treinou Elektra.
Matt continuou a estudar e entrou na Universidade de Direito de Columbia. Lá ele conheceu, Elektra Natchios, de longe, o maior amor da vida do herói. Quando o pai dela é assassinado acidentalmente por um policial, Elektra se isola do mundo e de Matt.
Enquanto isso, Jack continuava sua carreira como boxeador. Ele relutantemente aceitou a participar de uma luta feita por conhecido apenas como "O Arranjador". Para ganhar uma grande quantia em dinheiro, Jack teria que perder a luta. No entanto ele se recusa a perder e vence a luta. Mais tarde naquela noite, Jack é morto pelo Arranjador e seus homens.
O agora órfão Matt, consegue um diploma e abre uma escritório de advocacia ao lado de seu amigo e colega de faculdade Franklin Foggy Nelson. Karen Page é contratada como secretária e logo de cara se sente atraída por Matt.
Nisso tudo, Matt começa sua busca por vingança. Fazendo para si um uniforme amarelo e preto avermelhado, ele passa a perseguir o Arranjador e seus capangas. Ao ficar frente a frente com Matt, assassino de seu pai morre de um ataque cardíaco. Apesar da morte de seu pai ter sido vingada, Matt passa a lutar contra o crime como o Demolidor.

### Carreira Heroica
No início de carreira, os inimigos do Demolidor eram risíveis, mas com o tempo foram surgindo inimigos à sua altura, entre eles o Mercenário e o Rei do Crime.
Ele, assim como seu colega Peter Parker, também teve muitas namoradas, entre elas Heather Glenn, Viúva Negra e as já citadas Karen Page e Elektra.
Karen tinha iniciado uma carreira como atriz em Los Angeles, mas terminou como estrela de filmes pornô viciada em heroína. Ela acaba vendendo a identidade secreta do Demolidor, que chega aos ouvidos do Rei do Crime. A partir daí, ele começa a arruinar a vida de Matt, financeira e psicologicamente. Depois que a situação se resolveu, Matt e Karen passam a viver juntos.
Mas esses acontecimentos não seriam os únicos a assombrar a vida de Matt.
Quentin Beck, mais conhecido como o Mistério, sempre tentou destruir o Homem-Aranha. Ao ser diagnosticado com câncer, volta sua atenção para o Demolidor, tentando destruí-lo como último ato. Quando Matt o vence, Quentin termina sua carreira dando um tiro na cabeça.
Outros momentos difíceis pelos quais Matt passaria seria pela revelação da identidade do Demolidor. Quando a situação se resolveu, foi com o estado mental crítico de Milla Donovan, uma paixão do passado.
Durante os eventos de Reinado Sombrio, Matt entra em confronto com o Mercenário, confronto este que termina com a explosão de um prédio onde moravam várias famílias.
Ao pedir a ajuda do Tentáculo para livrar Nova York do poder de Norman Osborn, Matt tem sua alma corrompida, o que leva à saga Terra das Sombras.

### Terra das Sombras e Renascimento
Ao retornar do Japão, Matt constrói uma fortaleza sob as ruínas do prédio destruído durante a explosão, chamando-a de Terra das Sombras.
O Mercenário desafia o Demolidor para uma luta. Aparecendo em um traje preto, Matt aceita e o enfrenta, brutalmente quebrando seus dois braços e matando-o. Percebendo que havia algo de errado com seu amigo, o Homem-Aranha, Punho de Ferro, Luke Cage e outros acabam por ir na fortaleza de Matt para tentar convence-lo a parar com toda aquela loucura, mas acabam por ser derrotados com uma facilidade tremenda e são salvos pelo Justiceiro. E eles acabam por descobrir que Matt estava possuído pela Besta do Tentáculo. Após o acontecimento, reúnem uma equipe composta por Elektra, Punho de Ferro, Homem Aranha, Luke Cage, Wolverine, Misty Knight, Shang-Chi, e Justiceiro. O Motoqueiro Fantasma também aparece por lá, mas é derrotado facilmente. Após uma distração, Matt é salvo graças ao Punho de Ferro. Devido a tudo que aconteceu, Matt parte em uma viagem para se reencontrar.
Em uma cidadezinha do México, Matt acaba enfrentando policiais corruptos e um chefão do crime com poderes telepáticos, chamado Calavera. Usando seus poderes, ele mostra a Matt todos os erros que ele cometeu. Após o final da batalha, Matt consegue reencontrar o herói que há dentro dele. Então volta para Nova York para recomeçar sua carreira jurídica e heroica.

## De volta a Nova York e Novos Vingadores
Demolidor agora faz parte dos Novos Vingadores, nos eventos de Vingadores vs X-Men. Matt volta para Nova York para continuar com sua carreira, mas os boatos de que ele seria o Demolidor ainda o atrapalham um pouco. Logo no seu retorno, ele invade um casamento que une duas das maiores famílias do crime organizado de Nova York, para conter o Mancha (um vilão que cria portais para se materializar em qualquer objeto sólido) em sua tentativa de sequestrar uma criança. Para conseguir capturar o Mancha, ele acaba por beijar a noiva, o que gera uma certa repercussão. Logo mais, ele é abordado pelo Capitão América (no que ocorre um pequeno confronto) para Matt se explicar sobre os eventos da Terra das Sombras.
Depois disso, na sua carreira jurídica, ele é prejudicado pelos boatos dele ser o Demolidor e acaba optando por ensinar seus clientes a se representar no tribunal. Recentemente, se envolve com a Gata Negra e vive uma nova paixão.

## Inimigos e aliados
Seus principais inimigos são Wilson Fisk, o Rei do Crime, mafioso milionário, que manda e desmanda nas ruas, e o Mercenário, vilão que tem a pontaria tão precisa que faz de qualquer objeto pontiagudo como arma, cujo mote seria "aquele que pode transformar qualquer coisa em uma .i.arma letal". Uma semialiada é a ninja Elektra Natchios, namorada de Matt na época da faculdade e que se tornou uma mercenária após o assassinato de seu pai. O Demolidor também tem como aliados o sócio de Murdock, Franklin "Foggy" Nelson, seu melhor amigo, o honesto jornalista Ben Urich (o primeiro "civil" a descobrir a identidade do herói), a secretária e ex-namorada Karen Page, o vigilante Luke Cage e Punho de Ferro sendo grandes amigos do herói, o vilão Electro e Namor, o Príncipe Submarino e também o seu maior aliado, o Homem-Aranha, sendo que eles revelaram suas identidades um para o outro. Também é amigo de Jennifer Walters, a Mulher-Hulk; os dois trocam conselhos vez ou outra sobre advocacia. E apareceu como advogado de Bruce Banner, o Hulk, na série Indestrutível Hulk.

## Em outras mídias

### Televisão
- Matt Murdock aparece no episódio "Attack of the Arachnoid" da série animada Spider-Man e His Amazing Friends, dublado por Frank Welker.
- Demolidor também aparece nos episódios "Framed" e "The Man Without Fear", da série animada de 1994, Homem-Aranha: A Série Animada, dublado por Edward Albert.
- Daredevil aparece novamente no episódio "E um homem cego vai levá-los" da série animada Fantastic Four, dublado por Bill Smithrovich.[19]

Ben Affleck interpretou o personagem em 2003.

### Filmes
- Nos anos 80, o personagem, chamado de "Audacioso" por adaptação da equipe de dublagem, participou como coadjuvante do filme para TV, O Julgamento do Incrível Hulk, onde Matt Murdock defende Bruce Banner (aqui chamado de David Banner) no tribunal, além de ter a sua aparição no filme supremos.[20]
- Em 1994 ele protagoniza o filme animado "Demolidor vs Homem-Aranha".
- Em 2003, o Demolidor teve suas aventuras adaptadas para o filme Demolidor - O Homem Sem Medo, tendo no papel principal Ben Affleck. Depois desse filme, Elektra ganhou filme próprio. O filme começa com um Demolidor ferido, caindo em igreja e sendo ajudado por um padre. A partir disso o personagem narra sua história começando com como obteve os poderes. Já adulto, Matt é um advogado que se não encontra justiça no tribunal, encontra como o Demolidor. Quando entra a personagem Elektra, o filme se foca no romance entre os dois. Ao final, após derrotar o Mercenário e prender Wilson Fisk, o homem que assassinou seu pai, Matt continua combatendo o crime, mas não só tendo a coragem que o diferencia de vários heróis como também tendo agora esperança.
- O estúdio 20th Century Fox preparava um reboot do Demolidor para manter os direitos sobre o personagem, a ser dirigido por David Slade. O filme teria como base a história A Queda de Murdock. No entanto, por passar 9 anos sem usar o Demolidor, os direitos de filmagem do personagem saíram da Fox e voltaram para a Marvel, que iniciou um projeto de produzir uma série para o herói em parceria com a Netflix em 2015.

#### Universo Cinematográfico Marvel
- Em Novembro de 2013, foi anunciado que a Disney exibiria pela Netflix séries live-action baseadas no Demolidor, Jessica Jones, Punho de Ferro e em Luke Cage, levando a uma minissérie baseada nos Defensores. O CEO da Disney, Robert Iger, afirmou que a Netflix escolheu por exibir as séries, quando a Disney percebeu que poderia usar o serviço como uma maneira de popularizar os personagens. Também disse que se os personagens se popularizassem, eles poderiam se tornar filmes. Em Dezembro de 2013, a Marvel confirmou Drew Goddard como produtor executivo e showrunner da série do Demolidor, que escreveu e dirigiu o primeiro episódio. Numa entrevista em Fevereiro de 2014, o roteirista/diretor Drew Pearce confirmou que as séries futuras da Netflix existiriam no Universo Cinematográfico da Marvel. Em Março de 2014, o líder da Marvel Televison, Jeph Loeb, disse que a série começaria a ser filmada em Julho de 2014. Com Charlie Cox escalado para viver o personagem principal. A série Marvel's Daredevil foi lançada pela Netflix em abril de 2015 contendo 13 episódios com em torno de 50 minutos cada. No site IMDB, a série atingiu nota 9,1 e teve a sua segunda temporada confirmada pela Netflix.
- A segunda temporada foi lançada em 2016 com Charlie Cox reprisando seu papel.
- Cox retorna para a série Os Defensores, lançada em agosto de 2017.
- A terceira temporada chegou à Netflix em 19 de outubro de 2018.
- Charlie Cox reprisa seu papel como Matt Murdock em uma aparição em Spider-Man: No Way Home (2021).
- Matt aparece em dois episódios da série She-Hulk: Defensora de Heróis (2022) para defender Luke contra Jeniffer. Como Demolidor, ele usa um traje amarelo e age junto a Mulher-Hulk para salvar Luke de um sequestro.
- O Demolidor aparece no primeiro episódio da série Echo (2024) em uma luta com Maya.[21]
- Na terceira temporada da série What If…?, ele aparece ao lado de Karen Page no café da manhã da Grão-Mestre, no episódio 4.[22]

### Videogames
- Demolidor faz pontas em Venom/Spider-Man: Separation Anxiety, Spider-Man,
- (Matt Murdock é o advogado do Justiceiro) e Marvel vs. Capcom 3: Fate of Two Worlds (no final de Chris Redfield, Matt é o advogado de acusação contra Albert Wesker)
- Em Spider-Man: Web of Fire, o Demolidor é um personagem alternativo ao se coletar ícones escritos "DD".
- O filme de 2003 inspirou um jogo para Game Boy Advance.
- Em Marvel Ultimate Alliance, Marvel: Ultimate Alliance 2 e Marvel Nemesis: Rise of the Imperfects, o Demolidor é personagem jogável.
- Em Ultimate Spider-Man ele é citado quando o Homem-Aranha vê o Electro lutando com o Venom e acaba achando que ele era um herói, diz: "Ei! o que você está fazendo lutando contra outro herói? É o Demolidor não é?! E eu achando que tínhamos algo especial!"